# Шеффилд (Алабама)
Шеффилд (англ. Sheffield) — город, расположенный в округе Колберт (штат Алабама, США) с населением в 9039 человек по статистическим данным переписи 2010 года.

## История
В 1815 году генерал Эндрю Джексон (будущий седьмой президент США) и его войска пересекли реку Теннесси в том месте, которое теперь известно как Шеффилд. Два года спустя, в 1817 году, генерал Джексон и его войска вернулись в этот район и остановились на утёсе над рекой. Вокруг очага Джексон и его сослуживцы решили, что никакое другое место не будет столь перспективным для посёлка, как то, где они расположились лагерем. Несколько месяцев спустя Джексон официально рекомендовал место, где пересекались военные дороги, для создания города. В 1818 году Джексон сам приобрёл немного земли в этом месте. До 1885 года поселение было зарегистрировано как Шеффилд, штат Алабама.
В Шеффилде расположена знаменитая студия звукозаписи «Muscle Shoals Sound Studio», образованная в 1969 году. На этой студии делали записи своих песен известные музыканты, такие как Боб Дилан, Род Стюарт, The Rolling Stones, Шер и другие. Старое здание студии, расположенное на шоссе 3614 Джексон, занесено в Национальный реестр исторических мест США.

## Демография
По данным переписи 2010 года в городе проживало 9039 человек.
Средний возраст жителей: 39,3 лет; по Алабаме: 35,8 лет.

### Расовая и этническая принадлежность
- Белых — 6298;
- Афроамериканцев — 2426;
- Индейцев и коренных жителей Аляски — 25;
- Азиатов — 31;
- Коренных жителей Гавайских островов и других островов Тихого океана — 6;
- Латиноамериканцев — 211;
- Других — 99;
- Относят себя к 2-м или более расам — 154.